# Salzstock Gorleben-Rambow

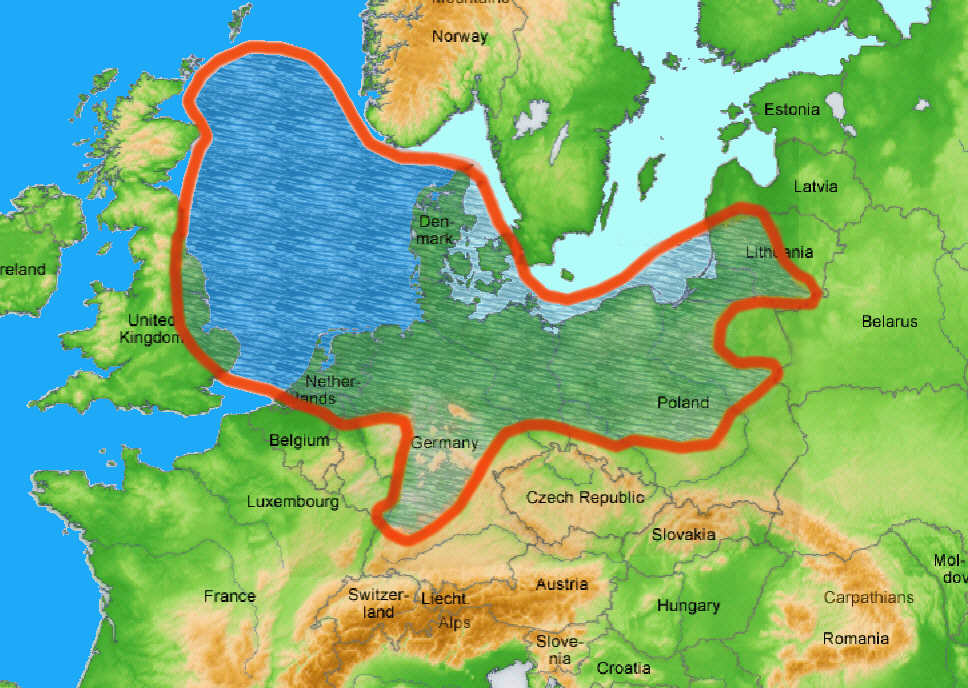
Zechsteinmeer

Der Salzstock Gorleben-Rambow ist ein großer Salzstock im Landkreis Lüchow-Dannenberg und Landkreis Prignitz. Das Salzvorkommen entstand im Zechsteinbecken während des Zechsteins im späten Karbon und Perm und ist älter als 200 Millionen Jahre.
Der Salzstock Gorleben ist 14 km lang und bis zu 4 km breit. Er setzt sich östlich der Elbe in Brandenburg als Salzstock Rambow um weitere 16 km mit geringerer Breite fort. Der Salzspiegel liegt bei ca. 250 m unter der Geländeoberkante. Die Zechsteinbasis liegt in einer Tiefe von 3200 bis 3400 m. Das Kissenstadium wurde im Keuper, das Diapirstadium in der Kreide erreicht, die Halokinese endete im Tertiär. Im Liniensalz der Leine-Formation sind 94,4 % Halit, 5 % Anhydrit, 0,5 % Polyhalit und weniger als 0,1 % Carnallit enthalten.
Die markante, zehn Kilometer lange und teilweise über einen Kilometer breite Rambow-Lenzener Rinne  ist auf einen etwa saaleglazial zu datierenden Einbruch des Untergrundes zurückzuführen. Durch hydrogene Lösung und Auswaschung von Steinsalz innerhalb des nördlichen Teils der Salzstruktur bildeten sich ausgedehnte Hohlräume, die schließlich einbrachen und an der Geländeoberfläche auf der heutigen nordöstlichen Seite der Elbe Vertiefungen entstehen ließen. Rundum entlang der Einbruchsenke verlaufen meist bewaldete Randhänge, die Höhen von maximal 54,5 m ü. NN erreichen. Die Talrinne ist führte zu Vermoorungen wie etwa das Rambower Moor und weist auch offene Wasserflächen auf (als größte den Rudower See).
Erste Bohrungen nach Kalisalz wurden 1905 oder 1906 von der Gewerkschaft Nordenhall in der Umgebung von Brünkendorf, Vietze und Gorleben durchgeführt. In den zwanziger Jahren wurde versucht, durch Bohrungen am Rand des Salzstocks Erdöl zu finden.
Das Erkundungsbergwerk Gorleben hatte die Aufgabe, die Eignung des Salzvorkommens für eine Endlagerung von radioaktiven Abfällen festzustellen. Die untertägigen Untersuchungen wurden bei einer Tiefe von 840 m und 870 m durchgeführt.